# Wolfhagen

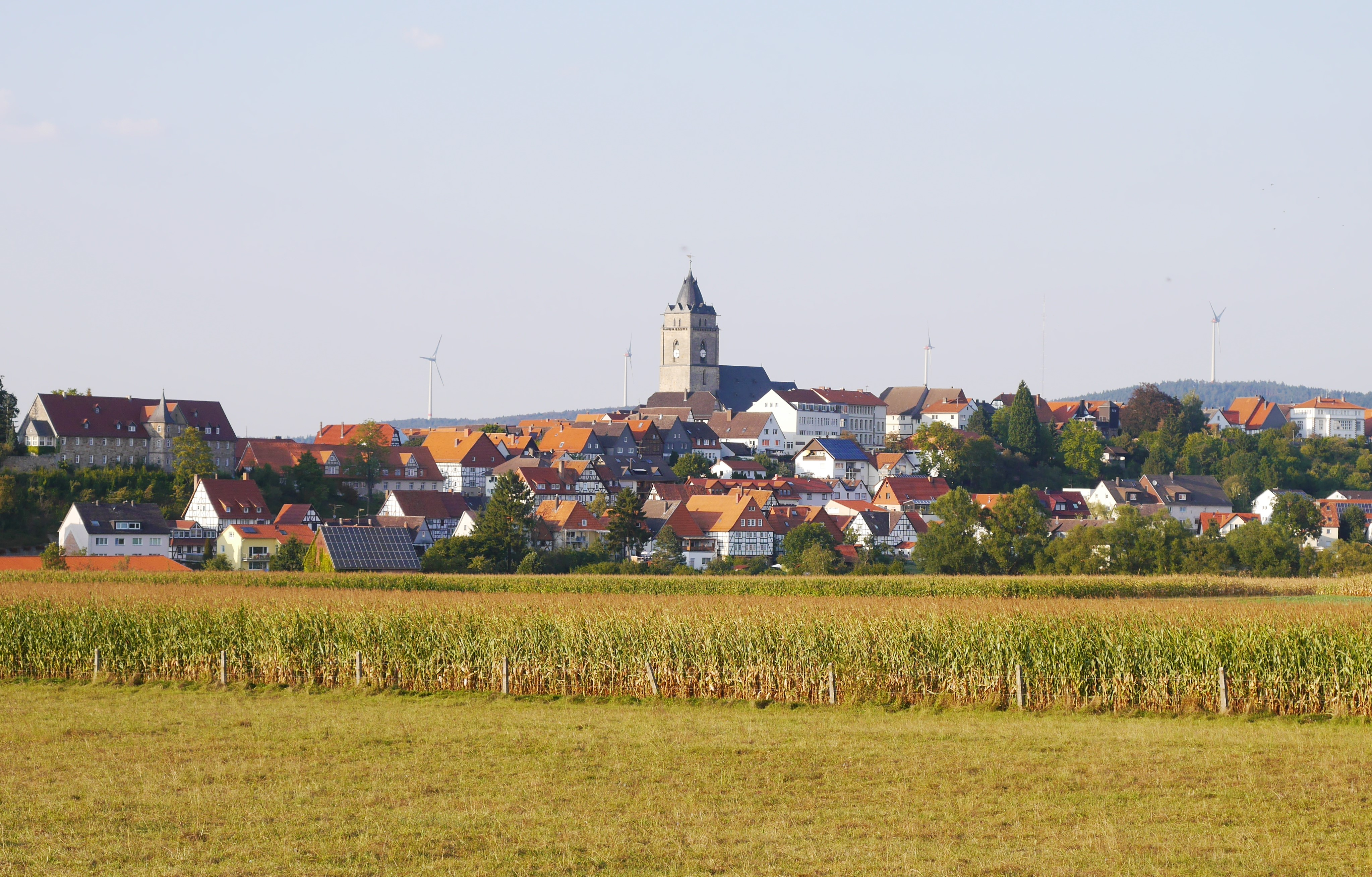
Stadt Wolfhagen

Wolfhagen ist eine Kleinstadt mit historischem Fachwerkkern im nordhessischen Landkreis Kassel. Sie trägt seit dem 21. Februar 2019 die amtliche Zusatzbezeichnung Hans-Staden-Stadt, nach dem deutschen Landsknecht in Diensten portugiesischer Siedler, der lange Zeit in Wolfhagen lebte und wirkte.

## Geographie

### Lage
Wolfhagen liegt in Nordhessen im äußersten Westen des Naturparks Habichtswald östlich des Langen Waldes. Östlich der Stadt befindet sich der Ofenberg (372,5 m ü. NN; mit Ofenberg-Turm), jenseits davon ragt der Isthaberg (523,1 m) empor. In Richtung Westsüdwesten steigt das Gelände sanft zum Stöckeberg (344,8 m; mit Sendeturm und Wasserwerk) und nach Süden zum Graner Berg (315 m; mit Flugplatz Wolfhagen-Graner Berg) an. Die Stadt befindet sich am Mühlenwasser, einem Zufluss zur Erpe, welche die Kernstadt etwas nordöstlich passiert; in das Mühlenwasser münden bei bzw. in Wolfhagen Duse- und Limeckebach.
Die Altstadt von Wolfhagen liegt auf einem Hügel im sogenannten Wolfhager Graben, einem nördlich gelegenen Teil der Westhessischen Senke. Neuere Teile der Stadt wurden auf dem benachbarten Teichberg sowie am Fuß des Ofenbergs und Gotzenbergs angelegt.

### Nachbargemeinden
Wolfhagen grenzt im Nordwesten an die Stadt Volkmarsen (Landkreis Waldeck-Frankenberg), im Norden an die Gemeinde Breuna, im Osten an die Stadt Zierenberg und die Gemeinde Habichtswald, im Südosten an die Gemeinde Schauenburg, im Süden an die Gemeinde Bad Emstal und die Stadt Naumburg (alle im Landkreis Kassel) sowie im Südwesten an die Stadt Waldeck und im Westen an die Stadt Bad Arolsen (beide im Landkreis Waldeck-Frankenberg).

### Stadtgliederung
Neben der Kernstadt besteht Wolfhagen (mit dem Weiler Elmarshausen) aus elf weiteren Stadtteilen, die sich jeweils als Dorf rund um die Kernstadt erstrecken:
| - Altenhasungen - Bründersen - Gasterfeld - Ippinghausen | - Istha - Leckringhausen - Niederelsungen - Nothfelden | - Philippinenburg und -thal, - Viesebeck - Wenigenhasungen |

## Geschichte

### Vorgeschichte
In der ehemaligen Sandgrube im Wolfhager Stadtwald wurden Fußabdrücke von frühen Dinosauriern gefunden. Zwei der Saurier, Protochirotherium wolfhagense und Palaeochirotherium macrodactylum wurden hier erstmals entdeckt. Einige der Spuren sind im Wolfhager Museum zu besichtigen.
Erste Spuren menschlichen Wirkens in der Wolfhager Gemarkung verweisen auf die mittlere Steinzeit. Zahlreiche Hügelgräber im Wolfhager Stadtwald belegen eine bronzezeitliche Besiedlung.

### Mittelalter
Die Gegend um Wolfhagen gehörte zu Beginn des Mittelalters zum chattischen Siedlungsraum, der bald im fränkischen Herrschaftsbereich aufgehen sollte. Auch wenn Architektur und die niederdeutsche Sprache weit stärker sächsisch als fränkisch geprägt sind, ist eine Zugehörigkeit zum fränkischen Hessen anzunehmen. Die Gründungen von Gran und Langel, zwei Siedlungen chattisch-sächsischer Bauern auf heute Wolfhager Gebiet, wurden von einem Heimatforscher auf das Ende des vierten Jahrhunderts datiert. Wahrscheinlicher ist jedoch, dass diese Orte erst im 8. Jahrhundert besiedelt wurden.
Seit dem 7. Jahrhundert wurde die Gegend von iro-schottischen Mönchen christianisiert. Wahrscheinlich war es Bonifatius, der um 752 auf späterem Wolfhager Gebiet die Erzpriesterkirche auf dem Schützeberg als einflussreiches kirchliches Zentrum in der Region weihte. Eine Urkunde des 13. Jahrhunderts benennt einen Alkmar als ihren Gründer.
Um 1200 wurde Nordhessen Schauplatz blutiger Adelsfehden. Die damals in diesem Teil Hessens regierenden Landgrafen von Thüringen waren deshalb bestrebt, die Bevölkerung in befestigten Städten anzusiedeln, um sie so aus den Kämpfen heraushalten und gleichzeitig zur organisierten Landesverteidigung dienstbar machen zu können. Wolfhagen wurde dazu auf einem strategisch günstigen Hügel nahe der Grenze zu Waldeck, Westfalen und zu Besitzungen des Erzbistums Mainz gegründet. Die Bewohnerschaft stammte aus den umliegenden unbefestigten Orten, die dann zum größten Teil wüst fielen. Mit dem Bau der befestigten Stadt und Burg Wolfhagen muss frühestens 1200 und spätestens 1226 begonnen worden sein.
1231 erwähnt Landgraf Konrad, der die hessischen Besitzungen der Ludowinger verwaltete, eine Hofstätte „in nostro oppido Wolfhain“, das erste schriftliche Dokument der Existenz der Stadt. Diese Ersterwähnung markiert das offizielle Gründungsdatum des Orts. Im Jahr 1235 wurde der Altar der Stadtkirche geweiht. Bei Ausbesserungsarbeiten im Jahr 2010 wurden unter der Kirche Reste eines romanischen Vorgängerbaus gefunden, die es denkbar scheinen ließen, dass Stadt und Kirche auf eine ältere Vorgängersiedlung zurückgehen, die aber wahrscheinlich nur auf einen provisorischen Kirchenbau verweisen. Die Kirche auf dem Schützeberg verlor nach dem Bau der Stadtkirche an Bedeutung und wurde schließlich aufgegeben.
Im Jahre 1264 erhielt der Ort das Stadtrecht, und ab 1302 hatte die Stadt eine vollständige Befestigungsanlage. Organisatorisch war Wolfhagen in vier Bauerschaften, also Bezirke unterteilt. Der Vogt, Schultheiß oder Amtmann residierte auf der Burg und war der Vertreter des Landgrafen. Er war vor allem für Polizei, Rechtsprechungs- und Verteidigungsaufgaben zuständig. Die Verwaltung der Stadt oblag dem Bürgermeister, der von einem Rat angesehener Bürger gewählt wurde. Der Rat betreute auch das Stadtgericht, dessen Vorsitz der Vogt hatte. Ab 1313 bekamen auch Abgeordnete der Zünfte und der Bauerschaften Stimmrecht im Rat. Da die Ratswürde vererbt werden konnte, sahen sich aber weiterhin große Teile der Bevölkerung von einer Mitbestimmung ausgeschlossen. Sie gründeten ihren eigenen Rat, der einen eigenen Bürgermeister wählte. Ab dem 15. Jahrhundert hatte Wolfhagen dann auch ganz offiziell zwei Bürgermeister und zwei Räte: einen Gemeinderat und einen ordentlichen Rat. Beide wählten zwei Kämmerer, die die Verwaltung der Finanzen regelten. Das Amt Wolfhagen umfasste einen Gerichtsbezirk des Landgrafen. Ab 1240 wurden eigene Münzen geprägt und im Jahre 1286 wurde die Knabenschule erstmals erwähnt.
1268 wurde Wolfhagen von den westfälischen Truppen des Bischofs Simon I. von Paderborn bedrängt. Landgraf Heinrich von Thüringen trat diesen erfolgreich entgegen, wobei 150 der Angreifer getötet wurden. Zwei Jahre später gelang es den Westfalen jedoch, die Stadt in Brand zu setzen. Im Sommer 1372 wurde Bischof Heinrich von Paderborn mit einem Teil seines Gefolges durch Wolfhager Bürger unter der Führung von Werner und Heinrich von Gudenberg gefangen genommen, in Wolfhagen festgesetzt und schließlich gezwungen, die Seiten im Sternerkrieg zu wechseln.
1368 wurde das Spital gegründet. Im Januar 1376 wurden große Teile der Stadt von einem Feuer zerstört. Ab 1385 war der Ort für längere Zeit an das Erzbistum Mainz verpfändet. 1420 brannte es in Wolfhagen erneut. In den Jahren 1464 und 1465 kam es erneut zu mehreren Angriffen aus Paderborn. Ab dem 14. Jahrhundert war Wolfhagen Sitz des Amtes Wolfhagen.

### Neuzeit
Im Jahre 1527 hielt die Reformation Einzug in Wolfhagen. Im Jahre 1576 raffte die Pest einen großen Teil der Bevölkerung dahin. Noch mehr Todesopfer gab es im Jahr 1597 durch mit Mutterkornpilz verunreinigtes Getreide.

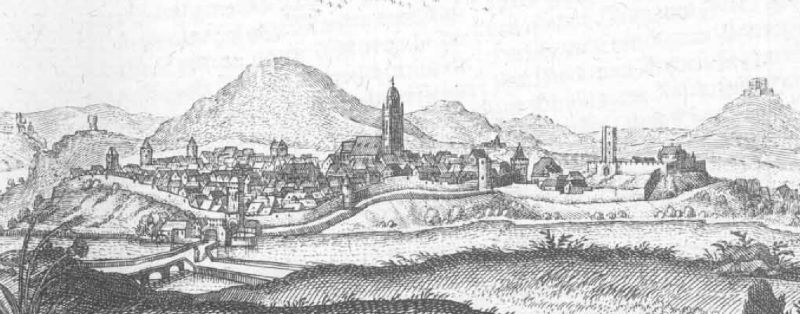
Wolfhagen – Auszug aus der Topographia Hassiae von Matthäus Merian 1655

Im Dreißigjährigen Krieg wurde die Stadt nahezu vollkommen zerstört. Von vormals 394 Wohnhäusern standen am Ende des Kriegs nur noch 81. Die Behebung der Schäden dauerte Jahrzehnte. Von 370 Wolfhager Bürgern (also allen Haushaltsvorständen ohne die jüdischen Bewohner und die Bewohner der Garthaus Vorstadt, die alle nicht als rechtlich vollwertige Bürger eingestuft wurden) waren 1646 nur noch 81 zu finden. Ab 1699 kam es zum Zuzug von Hugenotten. Im Siebenjährigen Krieg kam es in und um Wolfhagen zu mehreren Gefechten, von denen das größte allein mehreren Tausend Menschen das Leben kostete. Zeitweise war die Stadt französisch besetzt. Um Bevölkerungsverluste auszugleichen, wurden nach dem Krieg auf Wolfhager Gebiet die Kolonien Philippinendorf, -burg und -thal gegründet, deren Siedler zumeist aus anderen Teilen Hessens stammten.
Während der Zeit des napoleonischen Königreichs Westphalen (1807–1813) war die Stadt Verwaltungssitz des Kantons Wolfhagen. Der Dörnbergsche Aufstand gegen Napoleon im Jahr 1809 endete nicht zuletzt deshalb so unglücklich, weil die beteiligten Wolfhager Aufständischen so dilettantisch vorgegangen waren, dass die Truppen König Jérômes rechtzeitig gewarnt wurden.
Im Jahre 1815 wurde Hessen-Kassel Kurfürstentum. 1821 wurden die Ämter Wolfhagen, Naumburg, Volkmarsen und Zierenberg zum neuen Landkreis Wolfhagen zusammengefasst. Im Jahre 1866 wurde Kurhessen preußisch und 1867 wurde das Wolfhager Justizamt zum Amtsgericht Wolfhagen umbenannt. Im Jahre 1896 wurde Wolfhagen an das Eisenbahnnetz angebunden.

### 20. und 21. Jahrhundert
Von November 1918 bis Februar 1919 wurde die Stadt von einem Arbeiter-Soldaten- und Bauern-Rat verwaltet. Ab ca. 1925 vergrößerte sich die bebaute Fläche, die über Jahrhunderte fast konstant geblieben war, rapide. Neubaugebiete wurden erschlossen. Dieser Prozess beschleunigte sich noch einmal nach dem Zweiten Weltkrieg. Parallel dazu stieg die Bevölkerungszahl. Hatte die Stadt 1931 noch 3200 Einwohner, so betrug die Zahl der Bewohner 1951 schon 5500. 30 Jahre später waren es 7000. Hinzu kamen noch einmal etwa 5500 Bewohner der 1971 eingemeindeten umliegenden Dörfer, so dass die Großgemeinde Wolfhagen nun auf etwa 12.500 Einwohner kam.
Der Zweite Weltkrieg kostete 229 Soldaten aus Wolfhagen das Leben. Zahlreiche Zwangsarbeiter aus besetzten Gebieten mussten zu dieser Zeit in Betrieben in der Stadt arbeiten; gegen Ende des Krieges wurden rund 773 Personen von den Alliierten befreit. Bereits vor dem Krieg war in der Gemarkung die Luftwaffen-Hauptmunitionsanstalt („Muna“) eingerichtet worden. Deren Bestand an Munition wird noch für Ende März 1945 mit 4000 Tonnen angegeben. Die Muna wurde beim Herannahen der Alliierten in mehreren Schüben gesprengt. Durch die Wucht der Explosionen kam es zu Sachschäden in Wolfhagen. Am 31. März 1945 wurde die Stadt kampflos von amerikanischen und belgischen Truppen besetzt. Im heutigen Ortsteil Istha kam es zu einem Gefecht mit einer SS-Kompanie aus Arolsen, die sich dort verschanzt hatte. Mehrere der SS-Männer und mindestens ein Zivilist fanden dabei den Tod. Wolfhagen gehörte fortan zur Amerikanischen Zone, später zum Bundesland Hessen. Zahlreiche Flüchtlinge fanden hier nun ein neues Zuhause. Durch die vielen katholischen Flüchtlinge entstand eine katholische Gemeinde, die 1966 die neu erbaute katholische Kirche St. Maria beziehen konnte.
Am 14./15. März 1960 wurde auf dem früheren Gelände der Munitionsfabrik der Truppenstandort der Bundeswehr in Wolfhagen bezogen. Stationiert wurden zunächst die Panzerjägerkompanie 50 aus Marburg und das Panzerbataillon 54 (1981 umbenannt in Panzerbataillon 64) aus Wetzlar. Wolfhagen war damit ab April 1960 Garnisonsstadt. 1964 bekam der Standort den Namen „Pommern-Kaserne“. Am 5. August 1976 folgte die Stationierung des Panzergrenadierbataillons 341, später umbenannt in Panzergrenadierbataillon 62. Die Kaserne wurde 2008 geschlossen.
Im Rahmen der Gebietsreform in Hessen wurde 1972 der Landkreis Wolfhagen aufgelöst und dem Landkreis Kassel zugeordnet. Damit wurden auch die Autokennzeichen mit dem Kürzel WOH immer weniger; 2013 wurden sie wieder zugelassen. Wolfhagen wurde mit umliegenden Dörfern zur Großgemeinde Wolfhagen vereinigt.
Im Jahre 1992 fand der Hessentag in Wolfhagen statt. Im Jahre 2005 wurde das Amtsgericht Wolfhagen geschlossen. Am 30. Juni 2008 folgte die Schließung des Bundeswehrstandortes; das Gelände der 1958/59 erbauten ehemaligen „Pommern-Kaserne“ wurde demilitarisiert und beherbergt heute eine Bildungseinrichtung und mehrere mittelständische Unternehmen. Zum 1. Januar 2019 wurde der Evangelische Kirchenkreis Wolfhagen aufgelöst und die Gemeinden des Kirchenkreises mit den Gemeinden des ebenfalls zu diesem Zeitpunkt aufgelösten Kirchenkreises Hofgeismar zum neuen Kirchenkreis Hofgeismar-Wolfhagen zusammengefasst. Damit wurde auch Wolfhagen als Standort des Evangelischen Dekanates aufgegeben.
Im Juni 2019 wurde der Kasseler Regierungspräsident Walter Lübcke Opfer eines rechtsterroristisch motivierten Attentats vor seinem Wohnhaus im Stadtteil Istha.

### Die jüdische Gemeinde
18 jüdische Flüchtlinge aus Frankreich sind im Jahr 1235 in Wolfhagen belegt. Im Herbst dieses Jahres wurden sie bei einem Pogrom getötet. Anfänge einer Gemeinde fallen wohl in die Zeit des Beginns des 16. Jahrhunderts. Juden wurden jedoch keine vollen Bürgerrechte zugestanden, obwohl sie allen Pflichten unterworfen waren. Bürgermeister und Rat der Stadt beantragten stattdessen mehrmals erfolglos beim Landgrafen, die Juden ausweisen zu dürfen. 1720 bestand die Gemeinde bereits aus 40, 1788 aus 59, 1827 aus 127 und 1850 aus etwa 236 Personen. Im Jahre 1874 waren es etwa 300 Personen, das waren mehr als zehn Prozent der Bevölkerung. 1929 bestand sie nur noch aus 65 Personen.
Schon 1720 wirkte ein Lehrer der Gemeinde in Wolfhagen. Während der napoleonischen Episode genossen Juden kurzzeitig volle Rechte, die danach aber zunächst wieder abgesprochen wurden und erst mit der kurhessischen Verfassung 1831 erneut gewährt wurden. 1859 wurde eine Synagoge eröffnet. Die Gemeindemitglieder waren oft anti-jüdischen Ressentiments ausgesetzt. So bewirkte die Revolutionsstimmung 1848 bei den Wolfhager Bürgern nicht viel mehr als ein Pogrom, bei dem Fensterscheiben jüdischer Wohnhäuser eingeworfen wurden. Diese Vorbehalte traten sofort nach der Machtübernahme Hitlers wieder zum Vorschein. Schon im April 1933 beantragte der Magistrat die Aufhebung der jüdischen Schule. Während der Novemberpogrome 1938 wurde die Synagoge niedergebrannt. Die Kultgegenstände der Gemeinde wurden zerstört, der jüdische Friedhof und das Schulhaus verwüstet. Ebenso wurde ein jüdisches Wohnhaus abgebrannt. Zahlreiche Juden konnten Wolfhagen noch verlassen, andere wurden ermordet. 1942 wurden zehn Juden aus dem Kreis Wolfhagen mit dem Sonderzug D-57 in die Vernichtungslager Majdanek und Sobibor verschleppt. Eine Auflistung aus den 1980er Jahren benennt 51 überwiegend ältere Wolfhager und ehemals Wolfhager Juden sowie sieben Juden aus Niederelsungen, die deportiert wurden, meist nach Theresienstadt, Auschwitz, Riga oder Łódź.
Anfang 2013 wurde beschlossen, den beiden letzten noch lebenden, in Wolfhagen geborenen Mitgliedern der Gemeinde, Lutz Kann und Ralph Möllerick, die Ehrenbürgerschaft zu verleihen. Kurz zuvor war Adolf Hitler die am 3. April 1933 verliehene Ehrenbürgerschaft aberkannt worden.

### Stadtarchiv Wolfhagen
Das Stadtarchiv Wolfhagen wird seit Ende der 1930er im Hessischen Staatsarchiv Marburg aufbewahrt (Bestand 330 Wolfhagen). Der Bestand ist zu etwa zwei Dritteln erschlossen und online recherchierbar. Der Depositalvertrag zwischen Staatsarchiv und Stadt Wolfhagen wurde 2004 aufgehoben.

### Hessische Gebietsreform
Zum 1. Februar 1971 wurden die bis dahin selbständigen Gemeinden Altenhasungen, Bründersen, Leckringhausen, Niederelsungen, Nothfelden, Viesebeck und Wenigenhasungen im Zuge der Gebietsreform in Hessen auf freiwilliger Basis eingemeindet. Am 31. Dezember 1971 kamen Ippinghausen und Istha hinzu. Für alle nach Wolfhagen eingegliederten Gemeinden wurden Ortsbezirke mit Ortsbeirat und Ortsvorsteher nach der Hessischen Gemeindeordnung gebildet.

### Staats- und Verwaltungsgeschichte im Überblick
Die folgende Liste zeigt die Staaten und Verwaltungseinheiten, denen Wolfhagen angehörte:
- vor 1567: Heiliges Römisches Reich, Landgrafschaft Hessen, Amt Wolfhagen
- ab 1567: Heiliges Römisches Reich, Landgrafschaft Hessen-Kassel, Amt Wolfhagen
- ab 1806: Landgrafschaft Hessen-Kassel, Amt Wolfhagen
- 1807–1813: Königreich Westphalen, Departement der Fulda, Distrikt Kassel, Kanton Wolfhagen
- ab 1815: Kurfürstentum Hessen, Amt Wolfhagen[60]
- ab 1821/22: Kurfürstentum Hessen, Provinz Niederhessen, Kreis Wolfhagen[61][Anm. 1]
- ab 1848: Kurfürstentum Hessen, Bezirk Kassel
- ab 1851: Kurfürstentum Hessen, Provinz Niederhessen, Kreis Wolfhagen
- ab 1866: Königreich Preußen, Provinz Hessen-Nassau, Regierungsbezirk Kassel, Kreis Wolfhagen
- ab 1871: Deutsches Reich, Königreich Preußen, Provinz Hessen-Nassau, Regierungsbezirk Kassel, Kreis Wolfhagen
- ab 1918: Deutsches Reich, Freistaat Preußen, Provinz Hessen-Nassau, Regierungsbezirk Kassel, Kreis Wolfhagen
- ab 1944: Deutsches Reich, Freistaat Preußen, Provinz Kurhessen, Landkreis Wolfhagen
- ab 1945: Deutsches Reich, Amerikanische Besatzungszone, Groß-Hessen, Regierungsbezirk Kassel, Landkreis Wolfhagen
- ab 1946: Deutsches Reich, Amerikanische Besatzungszone, Hessen, Regierungsbezirk Kassel, Landkreis Wolfhagen
- ab 1949: Bundesrepublik Deutschland, Hessen, Regierungsbezirk Kassel, Landkreis Wolfhagen
- ab 1972: Bundesrepublik Deutschland, Hessen, Regierungsbezirk Kassel, Landkreis Kassel

## Bevölkerung

### Einwohnerstruktur 2011
Nach den Erhebungen des Zensus 2011 lebten am Stichtag, dem 9. Mai 2011, in Wolfhagen 12,690 Einwohner. Darunter waren 360 (2,8 %) Ausländer, von denen 116 aus dem EU-Ausland, 186 aus anderen europäischen Ländern und 59 aus anderen Staaten kamen. Von den deutschen Einwohnern hatten 11,3 % einen Migrationshintergrund. (Bis zum Jahr 2019 erhöhte sich die Ausländerquote auf 11,6 %.) Nach dem Lebensalter waren 2049 Einwohner unter 18 Jahren, 5145 zwischen 18 und 49, 2691 zwischen 50 und 64 und 2805 Einwohner waren älter. Die Einwohner lebten in 5619 Haushalten. Davon waren 1782 Singlehaushalte, 1647 Paare ohne Kinder und 1545 Paare mit Kindern, sowie 540 Alleinerziehende und 105 Wohngemeinschaften. In 1221 Haushalten lebten ausschließlich Senioren und in 3750 Haushaltungen lebten keine Senioren.

### Einwohnerentwicklung
| Quelle: Historisches Ortslexikon |                   |
| • 1585:                          | 399 Haushaltungen |
| • 1747:                          | 368 Haushaltungen |

| Wolfhagen: Einwohnerzahlen von 1834 bis 2020 | Wolfhagen: Einwohnerzahlen von 1834 bis 2020 | Wolfhagen: Einwohnerzahlen von 1834 bis 2020 | Wolfhagen: Einwohnerzahlen von 1834 bis 2020 | Wolfhagen: Einwohnerzahlen von 1834 bis 2020 |
| --- | -------------------------------------------- | -------------------------------------------- | -------------------------------------------- | -------------------------------------------- |
| Jahr |                                              |                                              |                                              | Einwohner                                    |
| 1834 | 1834                                         |                                              | 2.911                                        | 2.911                                        |
| 1840 | 1840                                         |                                              | 3.127                                        | 3.127                                        |
| 1846 | 1846                                         |                                              | 3.266                                        | 3.266                                        |
| 1852 | 1852                                         |                                              | 3.253                                        | 3.253                                        |
| 1858 | 1858                                         |                                              | 3.042                                        | 3.042                                        |
| 1864 | 1864                                         |                                              | 3.100                                        | 3.100                                        |
| 1871 | 1871                                         |                                              | 2.937                                        | 2.937                                        |
| 1875 | 1875                                         |                                              | 2.783                                        | 2.783                                        |
| 1885 | 1885                                         |                                              | 2.795                                        | 2.795                                        |
| 1895 | 1895                                         |                                              | 2.973                                        | 2.973                                        |
| 1905 | 1905                                         |                                              | 2.618                                        | 2.618                                        |
| 1910 | 1910                                         |                                              | 2.683                                        | 2.683                                        |
| 1925 | 1925                                         |                                              | 2.768                                        | 2.768                                        |
| 1939 | 1939                                         |                                              | 3.481                                        | 3.481                                        |
| 1946 | 1946                                         |                                              | 5.124                                        | 5.124                                        |
| 1950 | 1950                                         |                                              | 5.560                                        | 5.560                                        |
| 1956 | 1956                                         |                                              | 5.336                                        | 5.336                                        |
| 1961 | 1961                                         |                                              | 5.893                                        | 5.893                                        |
| 1967 | 1967                                         |                                              | 6.570                                        | 6.570                                        |
| 1970 | 1970                                         |                                              | 6.747                                        | 6.747                                        |
| 1973 | 1973                                         |                                              | 12.287                                       | 12.287                                       |
| 1975 | 1975                                         |                                              | 12.278                                       | 12.278                                       |
| 1980 | 1980                                         |                                              | 12.259                                       | 12.259                                       |
| 1985 | 1985                                         |                                              | 12.322                                       | 12.322                                       |
| 1990 | 1990                                         |                                              | 12.598                                       | 12.598                                       |
| 1995 | 1995                                         |                                              | 13.331                                       | 13.331                                       |
| 2000 | 2000                                         |                                              | 13.311                                       | 13.311                                       |
| 2005 | 2005                                         |                                              | 13.252                                       | 13.252                                       |
| 2010 | 2010                                         |                                              | 12.847                                       | 12.847                                       |
| 2011 | 2011                                         |                                              | 12.690                                       | 12.690                                       |
| 2015 | 2015                                         |                                              | 13.276                                       | 13.276                                       |
| 2020 | 2020                                         |                                              | 13.074                                       | 13.074                                       |
| Datenquelle: Historisches Gemeindeverzeichnis für Hessen: Die Bevölkerung der Gemeinden 1834 bis 1967. Wiesbaden: Hessisches Statistisches Landesamt, 1968. Weitere Quellen: LAGIS; Hessisches Statistisches Informationssystem;; Zensus 2011 Ab 1972 einschließlich der im Zuge der Gebietsreform in Hessen eingegliederten Orte. |                                              |                                              |                                              |                                              |

### Religionszugehörigkeit
| Quelle: Historisches Ortslexikon | |
| • 1885:                          | 2524 evangelische (= 92,90 %), 9 katholische (= 0,33 %), 11 anderes christliche-konfessionelle (= 0,40 %), 173 jüdische (= 6,37 %) Einwohner |
| • 1961:                          | 4854 evangelische (= 82,37 %), 886 katholische (= 15,03 %) Einwohner                                                                         |
| • 1987:                          | 9763 evangelische (= 80,03 %), 1459 katholische (= 11,96 %), 977 sonstige (= 8,01 %) Einwohner                                               |
| • 2011:                          | 8470 evangelische (= 66,75 %), 1680 katholische (= 13,34 %), 2550 sonstige (= 20,09 %) Einwohner                                             |

## Politik

### Stadtverordnetenversammlung
Die Kommunalwahl am 14. März 2021 lieferte folgendes Ergebnis, in Vergleich gesetzt zu früheren Kommunalwahlen:
| Stadtverordnetenversammlung – Kommunalwahlen 2021 | Stadtverordnetenversammlung – Kommunalwahlen 2021                                 |
| --- | --------------------------------------------------------------------------------- |
| Stimmenanteil in %Wahlbeteiligung 52,5 % 403020100 34,0 (−3,7)31,6 (+0,9)16,2 (−1,3)15,1 (+4,0)3,1 (+0,1) SPDCDUBWBcGrüneAGWe20162021Anmerkungen:c Bündnis Wolfhager Bürgere Aktive Gemeinschaft Wolfhagen | SitzverteilungInsgesamt 31 Sitze - SPD: 10 - Grüne: 5 - BWB: 5 - AGW: 1 - CDU: 10 |

| Parteien und Wählergemeinschaften | Parteien und Wählergemeinschaften           | % 2021 | Sitze 2021 | % 2016 | Sitze 2016 | % 2011 | Sitze 201 | % 2006 | Sitze 2006 | % 2001 | Sitze 2001 |
| --------------------------------- | ------------------------------------------- | ------ | ---------- | ------ | ---------- | ------ | --------- | ------ | ---------- | ------ | ---------- |
| SPD                               | Sozialdemokratische Partei Deutschlands     | 34,0   | 10         | 37,7   | 12         | 41,0   | 13        | 49,3   | 15         | 48,2   | 18         |
| CDU                               | Christlich Demokratische Union Deutschlands | 31,6   | 10         | 30,7   | 10         | 30,2   | 9         | 41,8   | 13         | 41,8   | 15         |
| BWB                               | Bündnis Wolfhager Bürger                    | 16,2   | 5          | 17,5   | 5          | 12,2   | 4         | —      | —          | —      | —          |
| Grüne                             | Bündnis 90/Die Grünen                       | 15,1   | 5          | 11,1   | 3          | 14,2   | 4         | 3,4    | 1          | 7,2    | 3          |
| AGW                               | Aktive Gemeinschaft Wolfhagen               | 3,1    | 1          | 3,0    | 1          | —      | —         | —      | —          | —      | —          |
| WOH-Liste/F.D.P.                  | Wolfhager Liste/ F.D.P.                     | —      | —          | —      | —          | 2,4    | 1         | 5,6    | 2          | —      | —          |
| FDP                               | Freie Demokratische Partei                  | —      | —          | —      | —          | —      | —         | —      | —          | 2,9    | 1          |
| Gesamt                            | Gesamt                                      | 100,0  | 31         | 100,0  | 31         | 100,0  | 31        | 100,0  | 31         | 100,0  | 37         |
| Wahlbeteiligung in %              | Wahlbeteiligung in %                        | 52,5   | 52,5       | 51,1   | 51,1       | 58,0   | 58,0      | 52,0   | 52,0       | 59,7   | 59,7       |

### Bürgermeister und Magistrat
Nach der hessischen Kommunalverfassung wird der Bürgermeister für eine sechsjährige Amtszeit gewählt, seit dem Jahr 1993 in einer Direktwahl, und ist Vorsitzender des Magistrats, dem in der Stadt Wolfhagen neben dem Bürgermeister ehrenamtlich ein Erster Stadtrat und sieben weitere Stadträte angehören. Bürgermeister ist seit dem 1. August 2023 der parteiunabhängige Dirk Scharrer. Er wurde als Nachfolger von Reinhard Schaake, der nach vier Amtszeiten nicht wieder kandidiert hatte, am 26. März 2023 in einer Stichwahl bei 48,7 Prozent Wahlbeteiligung mit 59,98 Prozent der Stimmen gewählt.
Amtszeiten der Bürgermeister
- 2023–2029 Dirk Scharrer[73]
- 1999–2023 Reinhard Schaake[74]
- 1981–1999 Giselher Dietrich
- 1975–1981 Otto Echl (SPD)
- 1960–1975 Oswald Schröder (SPD)

Magistrat
Nach den Vorgaben der hessischen Kommunalverfassung muss die Mehrheit des Magistrats aus ehrenamtlichen Mitgliedern bestehen.
Die ehrenamtlichen Stadträte werden von der Stadtverordnetenversammlung in oder bald nach der konstituierenden Sitzung für die fünfjährige Wahlperiode, bis zur Wahl eines neuen Magistrats nach der nächsten Kommunalwahl, in den Magistrat gewählt. Für die Dauer ihrer Wahlzeit werden sie zu Ehrenbeamten ernannt und können zwar zurücktreten, aber im Gegensatz zu hauptamtlichen Magistratsmitgliedern nicht abgewählt werden. Die Stärke der in der Stadtverordnetenversammlung vertretenen Fraktionen spiegelt sich grundsätzlich in der Zusammensetzung des ehrenamtlichen Magistrats wider. Vertreter des Bürgermeisters ist der Erste Stadtrat.
Der Magistrat ist die Spitze der Verwaltung und wird von dieser unterstützt. Er trifft die Entscheidungen zu laufenden Verwaltungsangelegenheiten, bereitet gemeinsam mit der Verwaltung die Beschlüsse der Stadtverordnetenversammlung vor und führt diese aus. Er wirkt mit bei der Ausführung der Gesetze und Verordnungen innerhalb der Stadt, bei der Verwaltung des Vermögens, bei der Erstellung des Haushaltsplanes sowie bei der Überwachung des Kassen- und Rechnungswesens. Auch die Wahrung der Bürgerinteressen ist seine Aufgabe. Er tagt unter Vorsitz des Bürgermeisters in nicht-öffentlichen Sitzungen. An den Sitzungen der Stadtverordnetenversammlung nimmt der Magistrat ohne Stimmrecht teil.

### Ortsbeiräte
Für die Stadtteile Altenhasungen, Bründersen, Gasterfeld, Ippinghausen, Istha, Leckringhausen, Niederelsungen, Nothfelden, Philippinenburg und -thal, Viesebeck und Wenigenhasungen bestehen Ortsbezirke nach Maßgabe der §§ 81 und 82 HGO und des Kommunalwahlgesetzes in der jeweils gültigen Fassung. Die Ortsbeiräte bestehen aus fünf bis neun Mitgliedern. Der Ortsbeirat des Ortsbezirks wird im Rahmen der Kommunalwahlen gewählt und bestimmt aus seiner Mitte den/die Ortsvorsteher/in. Die Ortsbezirksgrenzen entsprechen den Gemarkungen der eingegliederten ehemaligen Gemeinden.

### Wappen
| Wappen von Wolfhagen | Blasonierung: „In Gold auf grünem Boden ein zwischen drei grünen Eichbäumen durchspringender, rot gezungter schwarzer Wolf.“ |
| Wappen von Wolfhagen | Wappenbegründung: Für den mindestens seit 1226 als Stadt geltenden Ort der Landgrafen von Thüringen ist die Siegelführung seit 1239 bezeugt. Die zwei ältesten Siegel zeigen den Ortsherrn als Reiter mit Fahne, aber mit einem Wolf statt des Löwen im Schild; Wölfe zieren auch die Pferdedecke. Die mit Abdrucken 1321 einsetzenden kleinen Siegel enthalten aber als redendes Bild den springenden Wolf im „Hag“ (Hain). Hinter dem Wappenbild steckt eine Sage, die sich um die Stadtgründung rankt. Bauern wollten den Wald roden, als aus dem Wald ein Wolf hervortrat. Dieser verhielt sich aber friedlich und griff die Bauern nicht an. Er lief einfach weiter und die Bauern waren daher so dankbar, dass sie den Ort auf der nun gerodeten Fläche fortan Wolfhagen nannten. Nachdem schon alle Wappenbücher seit Siebmacher (1605) und Wessel (1621) diese Darstellung verwendet hatten, tritt sie auch in dem (großen) Siegel von 1734 auf. |

### Städtepartnerschaften
- Tergnier (Hauts-de-France), Frankreich seit 1981
- Ohrdruf (Thüringen), seit 1990
- Meldola (Emilia-Romagna), Italien, 2008–2019 (der Kontakt schlief über die Zeit hinweg ein)[80]

## Kultur und Sehenswürdigkeiten

### Kirchenpartnerschaft
Die evangelische Kirchengemeinde Wolfhagen ist mit der evangelischen Kirchengemeinde in Heldrungen (Thüringen) in Partnerschaft verbunden. Diese Partnerschaft, die Anfang der 1960er Jahre zunächst auf den Kontakt zwischen den Pfarrämtern beschränkt war, weitete sich bis 1989 stark aus und wird auch nach der Wiedervereinigung fortgeführt. Einmal im Jahr wird in einem Gottesdienst in der Stadtkirche eine Kollekte für den Kindergarten der Gemeinde erhoben. Der Kindergarten ist über 100 Jahre alt. Die Kirchengemeinde ist sehr stolz, dass sie den Kindergarten während der DDR-Zeit weiter erhalten konnte.

### Theater
- „Spielgemeinschaft Waldbühne Erich Oberlist Niederelsungen e. V.“ – Niederelsungen

### Museen
- Regionalmuseum Wolfhager Land: Entstanden aus dem Kreismuseum des Altkreises Wolfhagen, ist das Museum seit 1980 im Renthof der Burg Wolfhagen untergebracht. Das vereinsgetragene Museum zeigt die Geschichte der Region von der Steinzeit über das Mittelalter bis zum Handwerk des 20. Jahrhunderts. Im zweiten Haus werden die Originalabdrücke der Wolfhager Saurier, eine umfangreiche Fachwerkabteilung, eine Galerie und vor allem die europaweit größte Präsentation zu Hans Staden, dem Autor des ersten deutschsprachigen Brasilienreiseberichtes von 1557, präsentiert. Leiterin des Regionalmuseums ist seit 2012 die Volkskundlerin Beate Bickel.
- Das Museum für Film- und Videotechnik, betrieben vom Kulturverein Wolfhagen

### Gedenkstätten und Kulturdenkmäler
- Gedenkstätte für die zwischen 1939 und 1945 ins Wolfhager Land verschleppten Zwangsarbeiter auf dem Wolfhager Friedhof/Nebeneingang Kurfürstenstraße
- Jüdischer Friedhof Wolfhagen an der Wilhelmstraße
- Ehemalige Mikwe „Judenbad“ an der Schützeberger Straße als Teil des Eco Pfad Kulturgeschichte Wolfhagen[81]
- Gedenkstätte der Vertriebenen am Ofenberg als Teil des Eco Pfad Kulturgeschichte Wolfhagen[82]

### Bauwerke

#### Historisches Rathaus

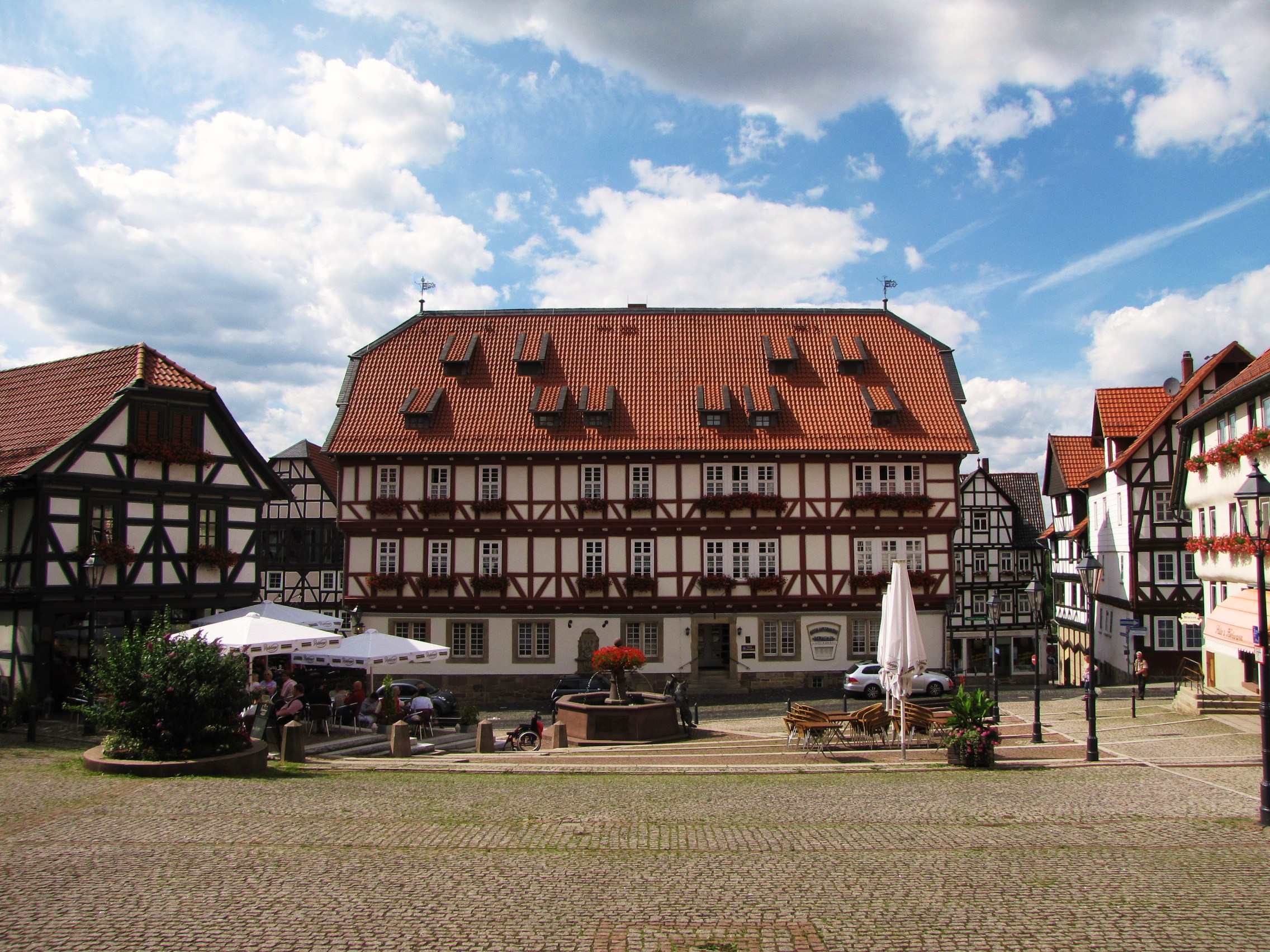
Historisches Rathaus am Marktplatz

Das historische Rathaus, ein dreigeschossiger mächtiger Fachwerkbau, wurde 1657–1659 von den Bürgern der Stadt nach der Zerstörung im Dreißigjährigen Krieg, als dritter Fachwerkbau auf historischem Fundament errichtet. Die Einwohner mussten Naturalien liefern und Hand- und Spanndienste leisten. Die mächtigen Eichenbalken stammen aus dem nahe liegenden eigenen Stadtwald. Landgraf Wilhelm VI. von Hessen-Kassel steuerte 100 Gulden zum Bau hinzu. Ein besonderer Schmuck sind die 222 Margaritenornamente in den Balkenköpfen. Als Baumeister wird der Zimmermeister Georg Müller aus Helsa erwähnt.

#### Evangelische Stadtkirche

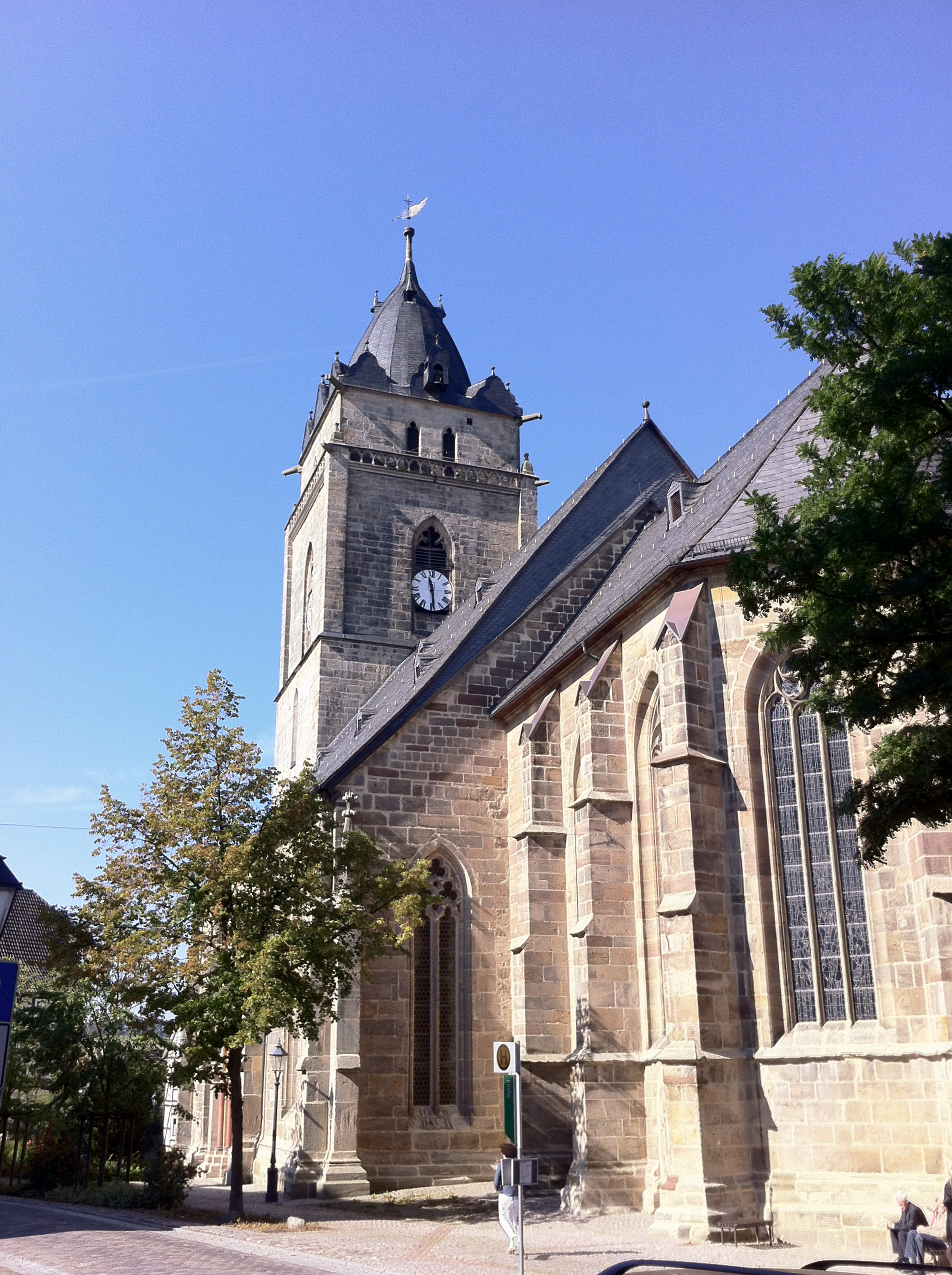
Evangelische Stadtkirche Wolfhagen von Südosten (Burgstraße)

Die evangelische Stadtkirche ist eine dreischiffige gotische Hallenkirche aus dem 13. Jahrhundert mit sehenswerten Schlusssteinen, die zusammen einen Weltgerichtszyklus ergeben. Sie wird im Volksmund auch St. Anna-Kirche genannt, was aber historisch nicht nachgewiesen ist. Sicher ist lediglich, dass in der Gründungszeit einer der vielen Altäre der heiligen Anna geweiht wurde. Daraus zu schließen, dass die gesamte Kirche ihren Namen trägt, ist nicht korrekt.

#### Hospitalkapelle

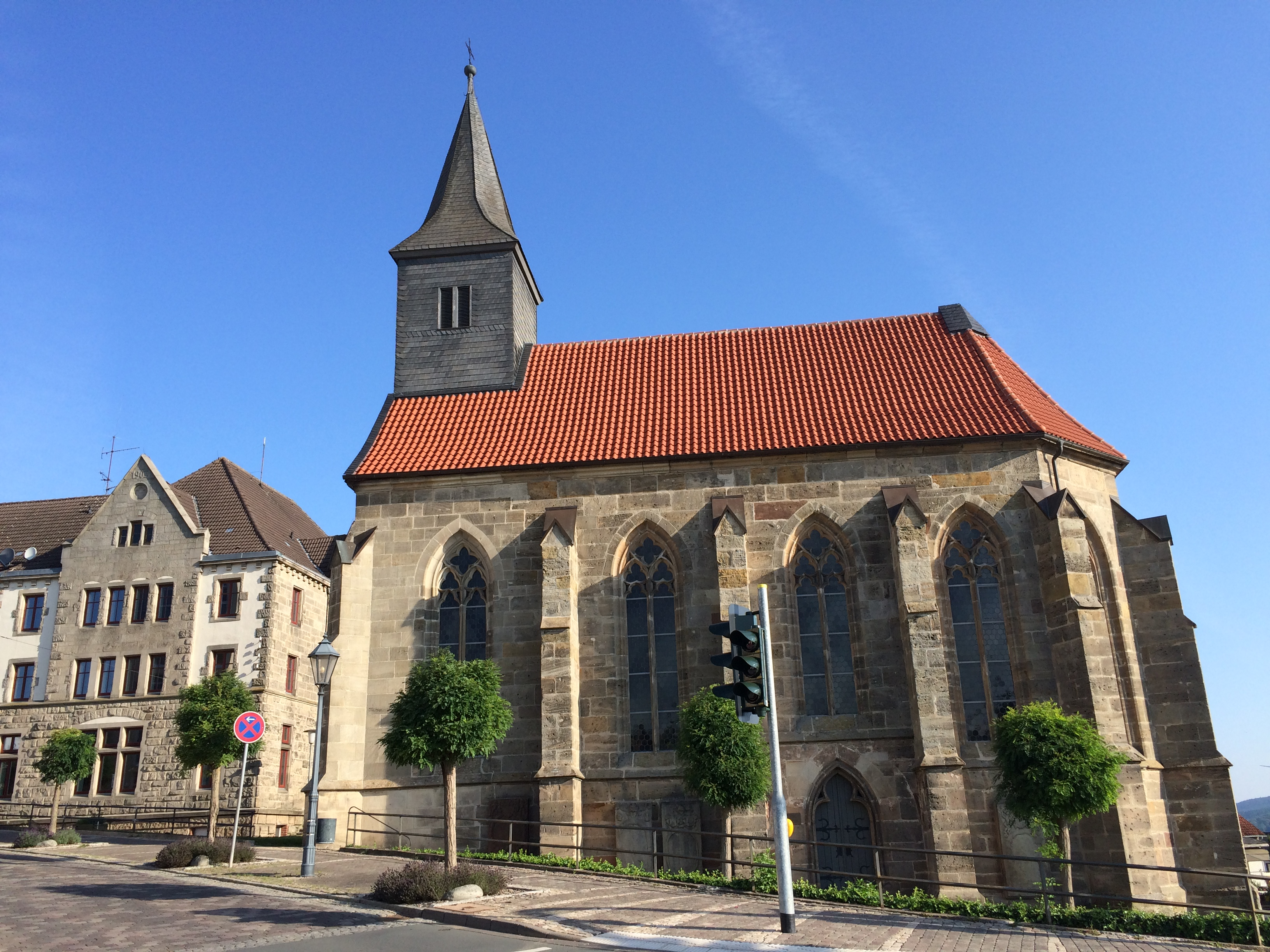
Hospitalkapelle/Friedhofskapelle

Heute dient die ursprüngliche Hospitalkapelle, auch Kapelle zum Heiligen Leichnam oder Uhlenkerke genannt, als Friedhofskapelle. Bereits im 14. Jahrhundert wurde außerhalb der Stadt mit dem Bau einer neuen Kirche begonnen, die als Wallfahrtskirche geplant war. Nach Fertigstellung des Chorraumes wurde der Bau eingestellt und diente als Kapelle für das schon im 14. Jahrhundert in unmittelbarer Nähe errichtete Hospital. Mit dem Beginn der Reformation wurden keine Gottesdienste mehr in dieser Kapelle gehalten. Seit 1931 – der 700-Jahr-Feier der Stadt – dient der Bau als Friedhofskapelle der Stadt. Die Kapelle ist ein einschiffiges, hochgotisches Gebäude aus Sandsteinquadern, ein zweijochiges Schiff mit anschließendem Fünfachtelchorschluss und Kreuzrippengewölben auf Wanddiensten. Die Gleichförmigkeit der Fenstermaßwerke lässt Zisterziensereinfluss vermuten. An der nördlichen Seite des östlichen Jochs ist eine quadratische, kreuzrippengewölbte Sakristei angefügt. Die Schlusssteine sind von beachtlichem handwerklichen Niveau und tragen zur geistlichen und künstlerischen Qualität des hochgotischen Raumes bei.

#### Katholische Kirche

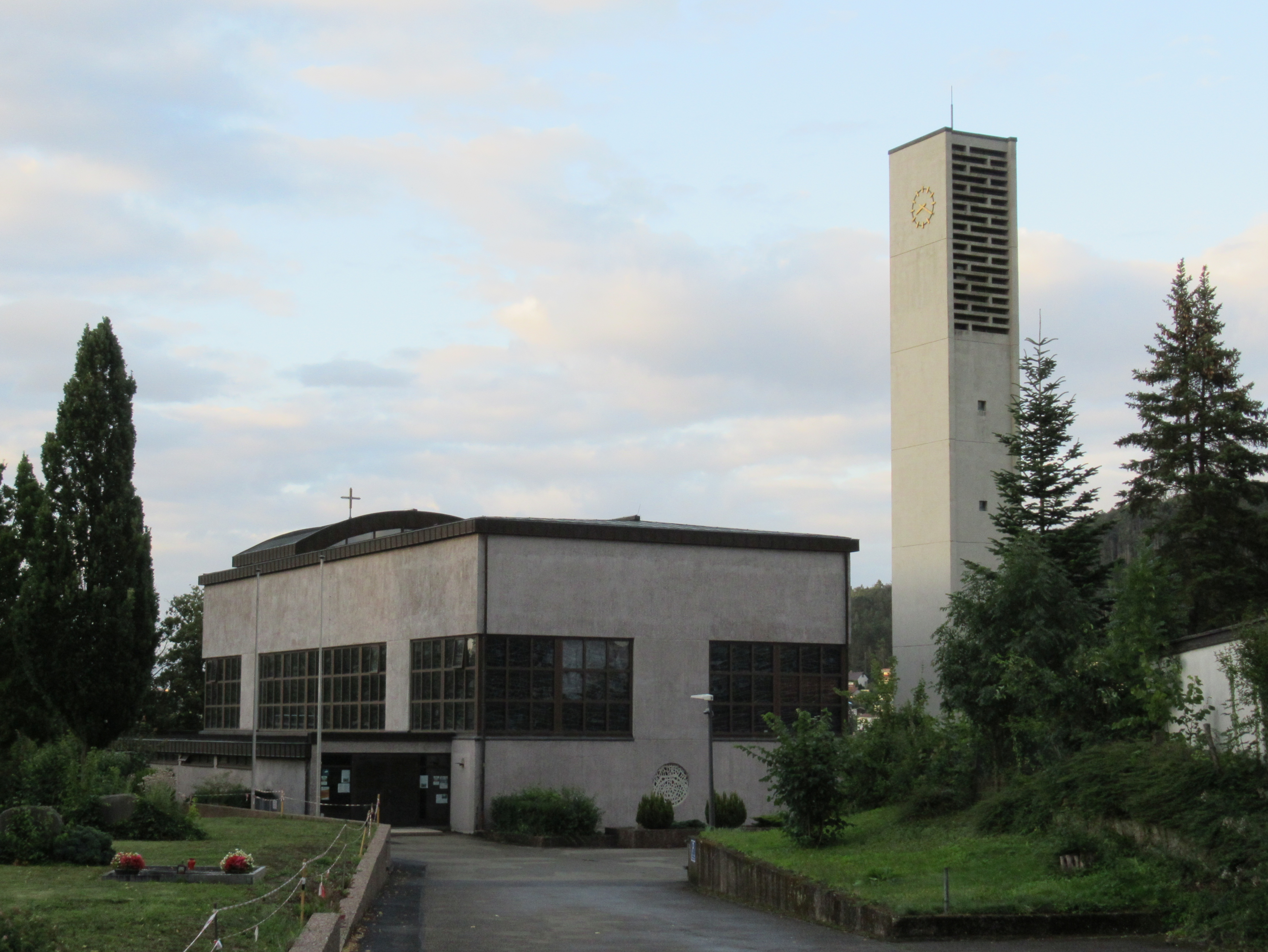
Kath. Kirche St. Maria in Wolfhagen

Die römisch-katholische Kirche St. Maria wurde 1966 erbaut und ersetzte die Notkirche am Koppenberg, die in den Jahren nach dem Zweiten Weltkrieg für die Katholiken der Stadt Wolfhagen Mittelpunkt des Gemeindelebens war. Mit Hilfe des Bonifatiusvereins, des Bistums Fulda und des Militärbischofsamtes Bonn konnte die Kirche mit über 300 Sitzplätzen erstellt werden. Bei der Grundsteinlegung wurde auch ein Stein eingemauert, der mit größter Wahrscheinlichkeit von der dem Apostel Petrus geweihten Kirche am Schützeberg stammt.
Die in Waschbeton erbaute Kirche hat vier Glocken, die in der Glockengießerei Schilling aus Heidelberg gegossen wurden. Die Glocken sind mit denen der Evangelischen Stadtkirche abgestimmt. Der Hauptaltar und der Altar in der Seitenkapelle sind aus Muschelkalk-Blaubank gearbeitet. In einer Konche hinter dem Hauptaltar steht der Tabernakel, eine Marmorstele aus Muschelkalk-Blaubank für das Allerheiligste. Die Stele hat die Form einer Monstranz. Die Bronzetür stellt das Lamm Gottes und das Buch mit sieben Siegeln aus der Offenbarung des Johannes im Neuen Testament dar. Die hellen Vertiefungen im Tabernakel symbolisieren die zwölf Tore des himmlischen Jerusalem. Tabernakel, Priestersitz, Leuchter, Ambo und die Madonna im Südteil der Kirche sind aus Bronze gearbeitet nach Entwürfen von Bildhauer Reinhold Schröder (Altlünen).
Die farbigen Fenster der Kirche sollen das Heilsgeschehen im Strom der Zeit sichtbar machen. Die Bildinhalte sind stark abstrahiert und treten weitgehend hinter den Fluss der Linien und Farben zurück. Aus dem Licht, Gott verkörpernd, entwickeln sich die Farben und Formen, die sich auch am Ende wieder in ihm auflösen.
Von 1988 bis 1992 musste die Kirche vollkommen renoviert werden.

### Weitere Bauwerke

#### In der Kernstadt
- Burg Wolfhagen
- Marktplatz und Alte Wache

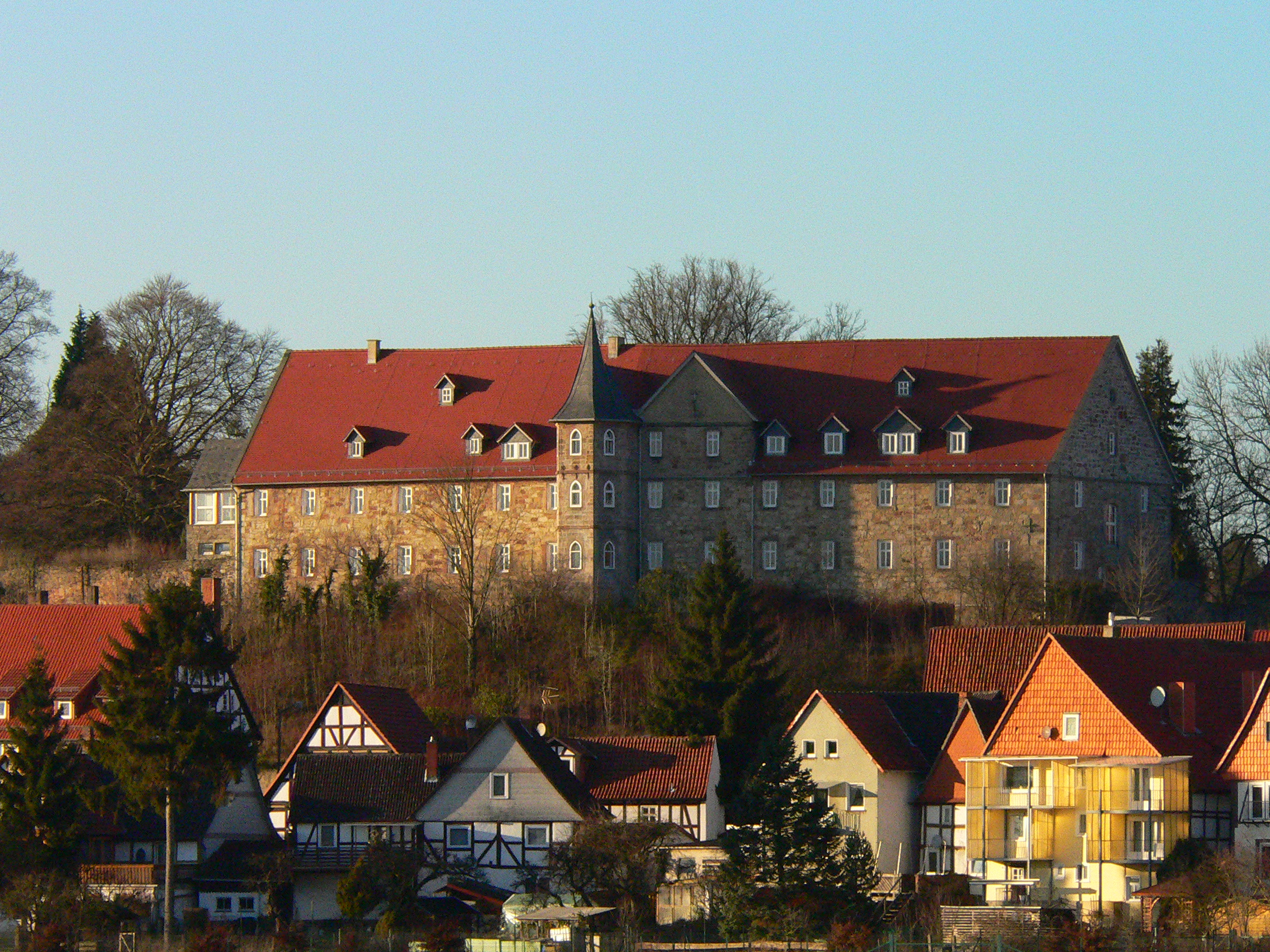
Die ehemalige Zehntscheune, Rest der Burg Wolfhagen, Südansicht

- Kattenturm (auch: Chattenturm), ein Wachtturm der historischen Stadtbefestigung
- Wasserschloss Elmarshausen mit Trakehner Pferdezucht, nördlich der Kernstadt

#### In den Stadtteilen
- Platte auf dem Isthaberg: Fundamentrest des Leuchtfeuerturms, der 1934 auf der Kuppe des Isthabergs für die Reichsflugsicherung errichtet und 1954/1955 abgerissen wurde
- Evangelische Kirche Altenhasungen: romanische Kirche, die erstmals 1074 genannt wurde, im Jahre 1740 verändert, romanisches Türsturzrelief aus dem 12. Jahrhundert, Umbau 1925
- Evangelische Kirche Bründersen: erbaut 1543, umfassend erneuert 1742, Altar aus dem Jahr 1754, renoviert 1967; im Jahr 2007 erhält die Kirche drei neue Bronzeglocken
- Evangelische Kirche Ippinghausen: barocke Saalkirche über regelmäßigem Rechteck, erbaut 1772
- Evangelische Kirche Istha: barocke Saalkirche über regelmäßigem Rechteck, Turm romanisch, Schiff 1744–1747
- Hugenottenkirche Leckringhausen: erbaut 1768, der Turm wurde 1888 erneuert; bis 1840 fand in der Kirche französischer Gottesdienst statt
- Evangelische Kirche Niederelsungen: romanischer Westturm mit Satteldach, Schiff gotisch, flachgedeckt, Steinkanzel aus dem 17. Jahrhundert, Taufstein, renoviert 1986/87
- Evangelische Kirche Nothfelden: romanischer Chorturm, Schiff von 1751, Turmhaube von 1803
- Evangelische Kirche Viesebeck: Farbiges Glasfenster im Chor, das den im Meer versinkenden Petrus zeigt, der den auf dem Wasser wandelnden Jesus um Hilfe bittet. 1914: Stiftung einer in die USA ausgewanderten Familie.
- Evangelische Kirche Wenigenhasungen: erbaut 1787, umgebaut 1907
- Alte Schule in Istha: erbaut 1880

#### Burgen, Schlösser, Türme, Wüstungen

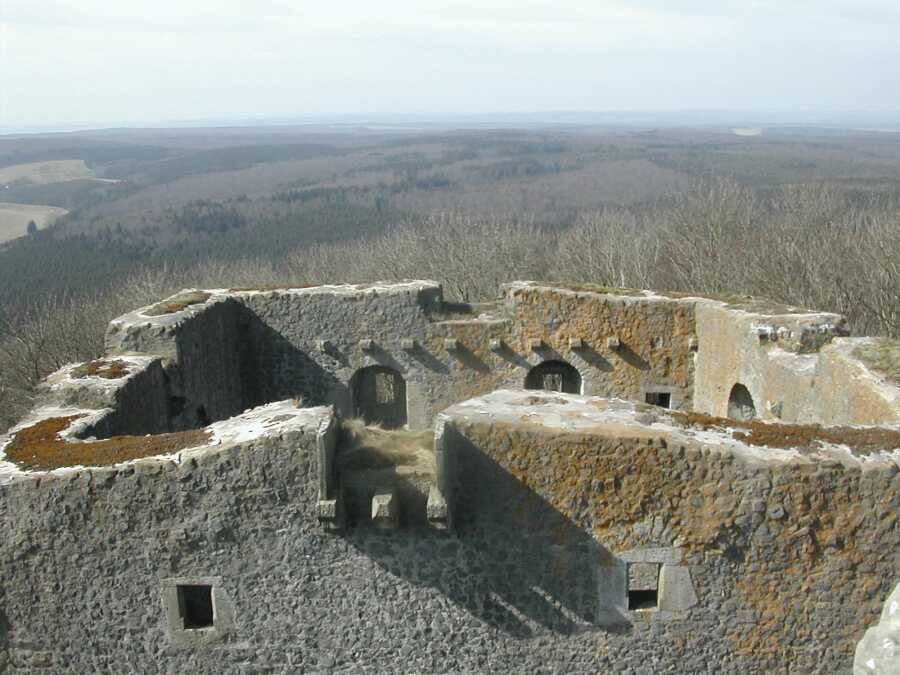
Burgruine Weidelsburg auf dem Weidelsberg im Langen Wald

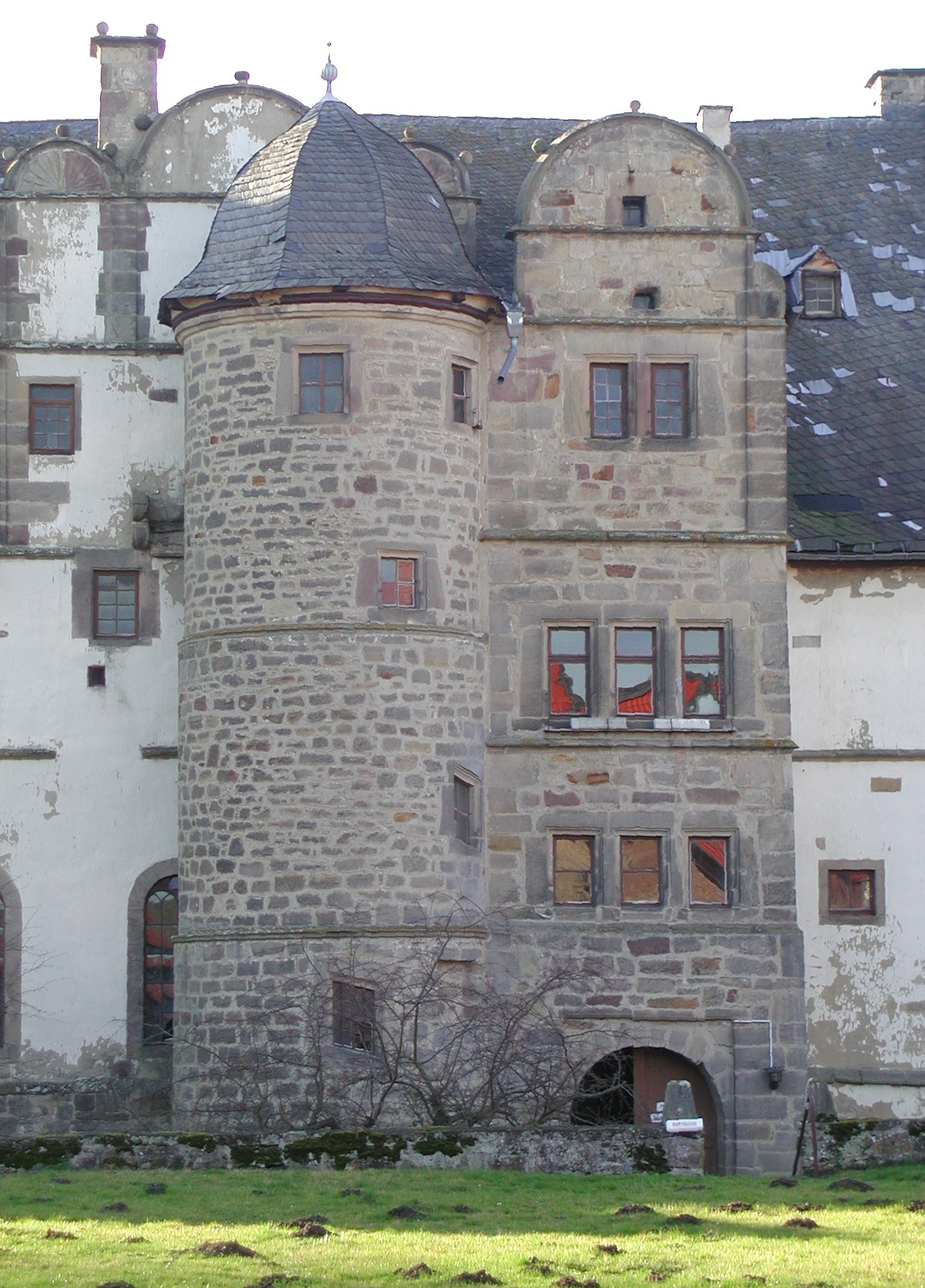
Wasserschloss Elmarshausen nahe der Wolfhager Kernstadt

- Burgruine Helfenberg: erbaut Anfang 13. Jahrhundert, östlich der Kernstadt
- Burgruine Rodersen: erbaut Ende des 12. Jahrhunderts, südsüdöstlich von Ehringen
- Weidelsburg: größte Burgruine Nordhessens, erbaut im 12. Jahrhundert, beim Stadtteil Ippinghausen
- Ofenberg-Turm: östlich der Kernstadt auf dem Ofenberg
- Stadtwüstung Landsberg erbaut Anfang des 13. Jahrhunderts, zwischen Wolfhagen und Ehringen
- Ehemaliger Windmessmast Rödeser Berg
- Sühnekreuz ungesicherten Alters an der alten Wolfhager Hinrichtungsstätte auf dem Gotzenberg
- Bronzezeitliche Hügelgräber im Wolfhager Stadtwald nahe Bühle

### Regelmäßige Veranstaltungen
- Jeweils am ersten Freitag des Monats: Ökumenisches Friedensgebet in der Kapelle der Stadtkirche. Beginn: 18 Uhr
- März, jeweils am ersten Freitag: Weltgebetstag der Frauen
- Ostern: Feier der Osternacht in der Evangelischen Stadtkirche bei Tagesanbruch um 5 Uhr. Seit 1983 begeht die Evangelische Kirchengemeinde diesen stimmungsvollen Gottesdienst, in dem regelmäßig Erwachsene und Konfirmanden getauft werden.
- April: Osterfeuer Istha: Größtes Osterfeuer mit 14 Metern Höhe im Altkreis Wolfhagen sowie mit traditioneller Mädchenversteigerung
- Pfingsten: Alle zwei Jahre (gerade Jahreszahl) feiert die Schützengesellschaft 1701 Viesebeck ihr Schützen- und Britzefest.
- Mai: Traditionelles Schützenfest in Wenigenhasungen der seit 1724 bestehenden Schützenbruderschaft. Die Schützenbrüder marschieren im schwarzen Anzug mit Zylinder. Am „Vatertag“ beginnen die Festivitäten und am Samstag und Sonntag darauf wird das traditionelle Schützenfest gefeiert.
- Mai: Johannifest in der Innenstadt von Wolfhagen am dritten Wochenende
- April: Kirmes in Istha: Bekanntes Volksfest vom 25. bis 28. April
- Juni: Kulturzelt Wolfhagen
- 17. Juni: Hugenottenfest in Leckringhausen mit Andacht in der Kirche und Beisammensein am Hugenottenstübchen
- Juli: Wolfhager Viehmarkt (immer am dritten Wochenende; „Heiliger Abend“ am Donnerstag; Viehprämierung am Freitag; Festzug am Sonnabend, Höhenfeuerwerk zum Abschluss am Sonntag)
- September: traditionelles Kartoffelfest, ausgerichtet vom Förderverein der Feuerwehr Bründersen e. V., im Ortsteil Bründersen am ersten Wochenende und Michaelismarkt in der Innenstadt von Wolfhagen am zweiten Wochenende
- Dezember: Eröffnung der Aktion Brot für die Welt durch ein Gemeindefest im evangelischen Gemeindezentrum am ersten Sonntag im Advent
- Dezember: Adventsmarkt

### Ausflugsziele der näheren Umgebung
- Bergpark Wilhelmshöhe mit Herkules (Wahrzeichen von Kassel)
- Burgruine Rodersen
- Naturschutzgebiet Glockenborn bei Wolfhagen-Bründersen
- Edersee und Schloss Waldeck
- Fritzlar
- Kugelsburg bei Volkmarsen
- Sababurg
- Stadtwüstung Landsberg
- Twistesee
- Wolfhagen ist mit dem Märchen Der Wolf und die sieben Geißlein Teil der Deutschen Märchenstraße, die von Hanau über Wolfhagen nach Bremen führt.
- Wolfhagen ist eine Station der Deutschen Fachwerkstraße (braune Route).

### Musikkultur
In den 1990er Jahren gab es in Wolfhagen zahlreiche Punkrock-Bands wie Swoons oder Lost Lyrics. Der englische Radio-DJ John Peel spielte 1992 die Swoons auf dem Soldatensender BFBS und verlas einen Brief der Plattenfirma, in dem Wolfhagen als „europäisches Seattle“ bezeichnet wurde. Seattle ist die Heimatstadt von Nirvana und anderer Grunge-Bands, die in den frühen 1990er Jahren sehr populär waren. Auch gibt es mehrere Regionalsampler, die sich mit der Musikszene der Stadt beschäftigen. Andere Musiker aus der Wolfhager Bandszene um Haunted Henschel wirkten bzw. wirken unter anderem wie Brezel Göring bei Stereo Total, The Bates, Dog Food Five mit.

### Sport
- Die Ringergruppe der Walter-Lübcke-Schule (vormals Wilhelm-Filchner-Schule) war 2016–2018 drei Jahre in Folge Bundessieger bei Jugend trainiert für Olympia in der Wettkampf-Altersklasse 3.[86] Marat Kardanov wurde 2021 Deutscher A-Jugend Meister seiner Gewichtsklasse.[87]
- Die Tauziehgruppe Philippinenburg und -thal war mehrmalig deutscher Meister in dieser Disziplin.[88]
- Die erste Mannschaft des Fußballvereins FSV Wolfhagen spielt seit der Saison 2024/2025 in der Fußball-Hessenliga.
- Die Schachfreunde Bad Emstal/Wolfhagen gewannen 2016–2018 drei Jahre in Folge den Meistertitel bei der Deutschen Mannschaftsblitzmeisterschaft.[89]
- Die Bogenschützen des TSV im Ortsteil Niederelsungen konnten mehrere Titel bei deutschen Meisterschaften erringen.[90]

### Kulinarische Spezialitäten
- Schmandenstipp: In Speck gebratene Zwiebeln, die mit kaltem Schmand gegessen werden.
- Arbeten un Lompen (Erbsen und Lumpen): Eine Fleischsuppe mit unverkochten Erbsen und Griesklößchen.
- Wulfhäjer Zwieback, früher in der Region bekannt als die „Echten ut Wulfhagen“: Ein Gebäck aus Mehl, Milch, Zucker und Hefe. Daher kommt auch der Ortsneckname Wulfhäjer Zwiebäcke.
- Ansonsten spielen typische Gerichte der Region wie Spannschlauch, Speckkuchen, Storzenieren, Weckewerk, Schmandkuchen, Kasseler Grüne Sauce und Ahle Wurst eine große Rolle in der traditionellen Küche.

### Dialekt
Durch das Wolfhager Land hindurch zieht sich die Benrather Linie. Das Wulfhäjer Platt gehört dabei zu den ostwestfälischen Dialekten des Niederdeutschen, gekennzeichnet durch häufige Diphthongierungen.
„Muott datt sin? Geyt dat good upp Duere? Wo sall datt engen? Dösse Froogen möchten doch erlauwet sinn.“
(„Muss das sein? Geht das auf Dauer gut? Wo soll das enden? Diese Fragen möchten doch erlaubt sein.“)
Im Lauf des 20. Jahrhunderts hat sich das Wolfhager Platt durch die vielen in Kassel arbeitenden Pendler jedoch im Alltag immer mehr mitteldeutschen Dialekten angenähert und wird heute kaum noch verwendet zu Gunsten eines oft eher nordhessisch gefärbten Hochdeutschs.
Nach wie vor gilt aber: Der Name Wolfhagen wird auf der ersten Silbe betont und es heißt Wolfhager (platt: Wulfhäjer), nicht Wolfhagener.

### Lokale Sagen

#### Wie Wolfhagen zu seinem Namen kam
Wolfhagen wurde auf einem ursprünglich bewaldeten Hügel, dem Hagen, erbaut. Bauern der beteiligten sieben Dörfer sollten dafür zunächst die Bäume auf dem Hagen fällen. Während dieser Arbeit erschien plötzlich ein Wolf vor ihnen. Die Bauern fürchteten nun, von dem Tier angegriffen zu werden. Stattdessen zog der Wolf aber friedlich weiter seines Wegs. Die neue Stadt wurde seitdem Wolfhagen genannt und der Wolf im Wappen verewigt.

#### Der Wolfhager Stadtwald
Agnes von Bürgel hatte sehr viel Land zwischen Wolfhagen und der Waldecker Grenze vom Waldecker Grafen gepachtet und ließ es bewirtschaften. Als der Graf eines Tages sein Land zurückhaben wollte, gewährte er Agnes eine weitere Aussaat und Ernte. Er staunte nicht schlecht, als er im Herbst kam, um zu sehen, ob die Ernte schon eingebracht worden wäre. Auf dem ganzen Land hatte Agnes Eichen pflanzen lassen, so dass er die Ernte wohl nicht erleben würde. Später vermachte sie den Wald der Stadt Wolfhagen.

#### Agnes von Bürgeln
Wenn die gute Edelfrau Agnes von Bürgel ihre Wäsche trocknen wollte, so warf sie sie einfach in die Luft, wo sie ohne Wäscheleine hängen blieb und trocknete. Als sie aber eines Tages einen Erhängten zu sehen bekam, sagte sie hämisch, »dem es au sin Heil wedderfahren!« Seitdem fiel ihre Wäsche zu Boden, wenn sie sie in die Luft warf.

#### Der unvergängliche Rosenstock
Entgegen allen Unschuldsbeteuerungen wurde eine Wolfhager Magd wegen eines Verbrechens zum Tode verurteilt. Als man sie zur Hinrichtung zum Gotzenberg führte, zeigte sie auf einen Rosenstock und sagte: „So wahr ich unschuldig bin, so gewiß wird dieser Rosenstock nimmer vergehen!“ Tatsächlich treibt der Rosenstock seitdem in jedem Frühjahr immer wieder aus, obwohl er mehrmals zerstört wurde.

#### Glockenborn-Sage
Vom verlassenen Dorf Todenhausen zwischen Wolfhagen und Bründersen waren nur Friedhof und Kirche übrig geblieben. Da der Kirchturm einzustürzen drohte, wollten die Wolfhager die Glocke für ihren eigenen Kirchturm haben. Einige Bürger begaben sich also bei Nacht mit einem Wagen nach Todenhausen, holten die Glocke vom Turm, luden sie auf den Wagen und fuhren mit ihr nach Wolfhagen. Unterwegs fiel die Glocke jedoch vom Wagen. Da der Tag schon nahte, wurde sie von den Dieben zunächst mit Reisig bedeckt. In der folgenden Nacht kamen sie erneut, um die Glocke abzuholen. An ihrer Stelle fanden sie jedoch nur ein Loch im Boden vor. Als sie mit Stöcken in dem Loch nach der Glocke stocherten, begann plötzlich Wasser aus dem Loch zu sprudeln. Seitdem findet man dort den Glockenborn, der Wolfhagen lange mit Wasser versorgt hat.

#### Werwolf-Sage
In Wolfhagen ging einst ein Werwolf um, der die Schafe der Bauern riss. Eines Nachts fand ein Mann den Werwolf schlafend vor. Da er wusste, dass der Zauber gebrochen werden konnte, wenn man einen blanken Stahl über den Werwolf warf, tat er dies mit seinem Taschenmesser. Augenblicklich verwandelte der Werwolf sich wieder in seine ursprüngliche menschliche Gestalt, und so stand eine nackte Frau vor ihm, die er gut kannte, denn sie stammte aus einer angesehenen Familie. Auf ihr Drängen versprach der Mann, niemandem zu erzählen, was er erlebt hatte, doch schon am nächsten Tag wusste die ganze Stadt von dem Vorfall.

#### Hollen-Sage
In der Umgebung von Wolfhagen leben in Höhlen die Hollen, kleine Menschen mit großen Köpfen, die oft gut zu den Menschen sind, ihnen aber auch die Kinder stehlen, um diese durch ihre eigenen zu ersetzen. Dies geschah einer Familie. Das Kind hatte einen großen Kopf, lernte nicht zu sprechen und spielte am liebsten in der Asche. Nachts aber kamen die Hollen, um das Kind zu besuchen, das dann ganz normal sprechen konnte. Die Eltern behandelten nun das Hollenkind so schlecht, dass die Hollen kamen, ihnen ihr Kind zurückbrachten und das Hollenkind wieder mitnahmen.

## Wirtschaft und Infrastruktur

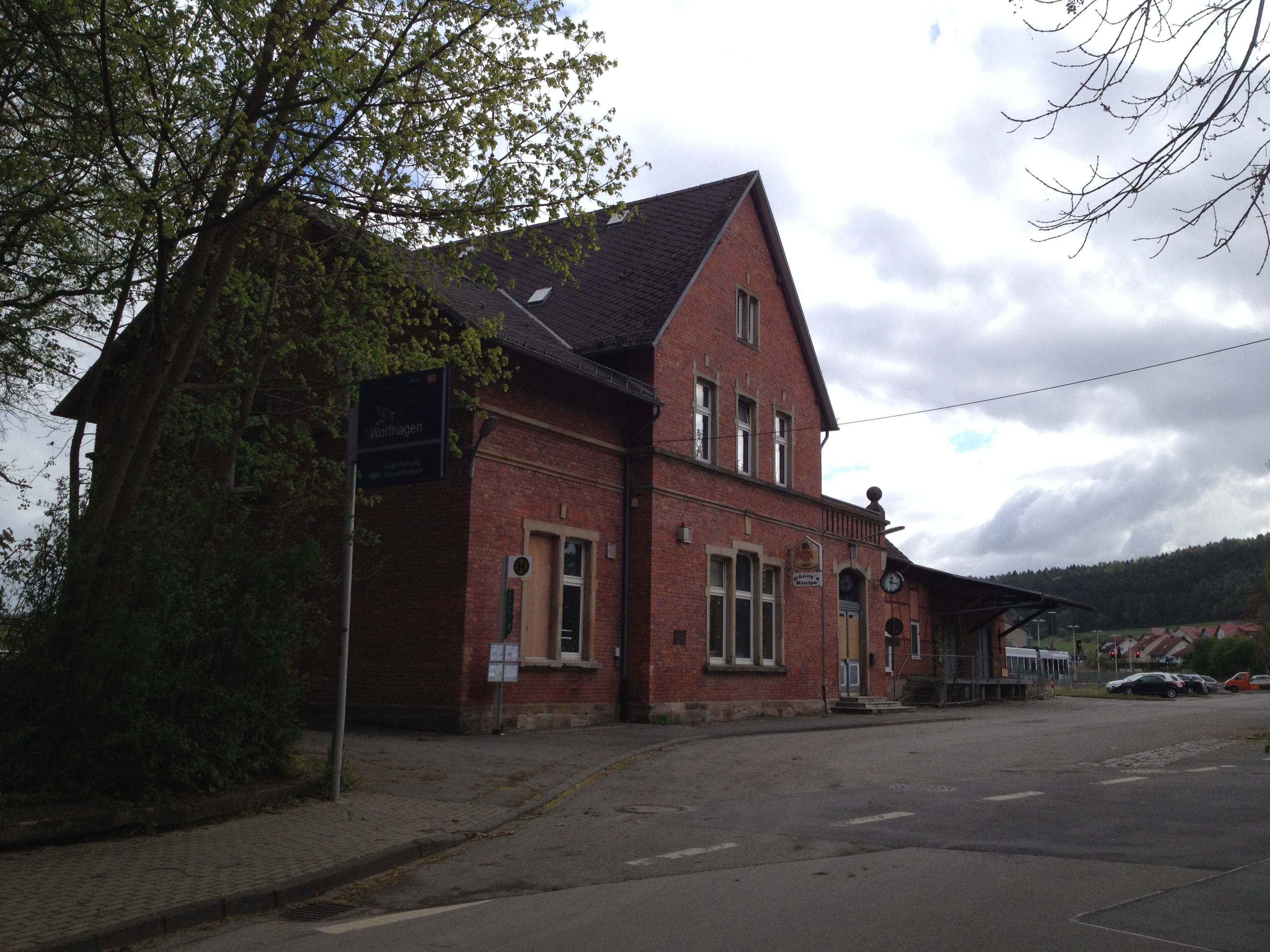
Bahnhofsgebäude mit Bushaltestelle

Wolfhagen nahm im Jahr 2015 am Förderprogramm „Schaufenster intelligente Energie“ des Bundeswirtschaftsministeriums teil und will sich zur klimaneutralen Kommune entwickeln. Anstoß zu dieser Entwicklung war die Aufgabe eines Standorts der Bundeswehr, der „Pommernkaserne“ im Stadtteil Gasterfeld.

### Energieversorgung
Die Energieversorgung erfolgte bis zum Jahr 2006 über das Netz des Energieversorgers E.ON. Dieses Netz kaufte die Stadt gegen Widerstände von E.ON mit Hilfe einer 2001 gegründeten GmbH, um so die Energieversorgung entgegen dem damaligen Trend zu rekommunalisieren. Erste Windräder waren bereits 1996 in Betrieb genommen worden. Hinzu kamen später eine Bioenergieanlage, eine großflächige Solaranlage und der Windpark auf dem Rödeser Berg, zu dessen Finanzierung Anteile an den Wolfhager Stadtwerken, insgesamt 25 %, an eine Bürgergenossenschaft verkauft wurden. Seit 2015 wird der Strombedarf der Stadt profitabel zu 100 % aus vor Ort erzeugter Energie aus regenerativen Quellen gedeckt. Hinzu kamen eine Stiftung zur Einsparung von Energieverbrauch und Programme zur energetischen Sanierung von Gebäuden und zur Förderung von Elektromobilität. Das Gesamtprogramm ist bundesweit einmalig und wurde 2015 mit dem Energy Award der Energy Academy ausgezeichnet.

### Verkehr

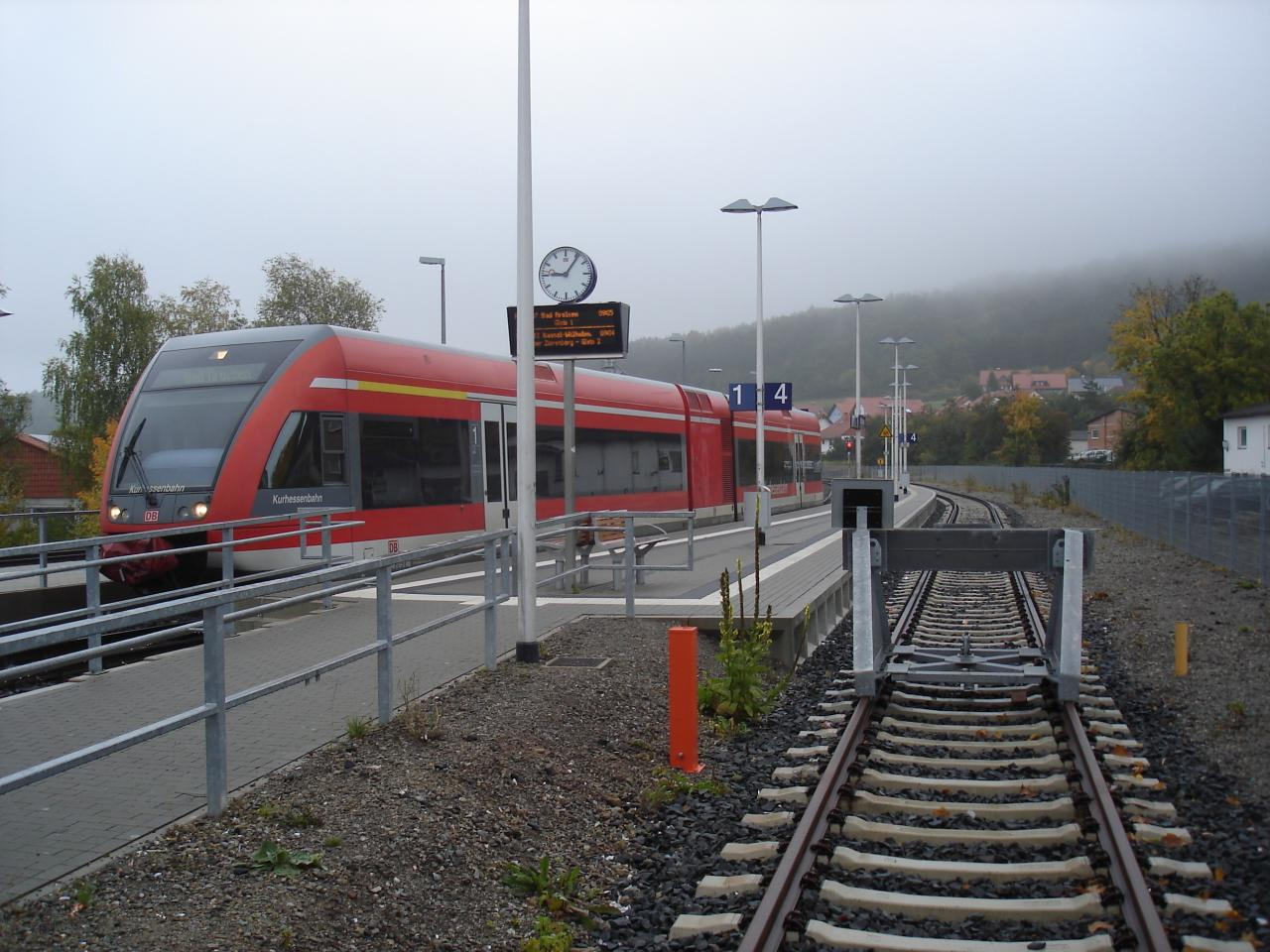
Bahnhof Wolfhagen der Kurhessenbahn

Der Bahnhof Wolfhagen wurde am 1. September 1897 als Personen- und Güterbahnhof eröffnet. Wolfhagen liegt an der Bahnstrecke Volkmarsen–Vellmar-Obervellmar Die Bahnstrecke ist Teil des Netzes der Kurhessenbahn, einer Tochtergesellschaft der Deutschen Bahn. Die Züge der Linie RB4 der Kurhessenbahn verbinden die Städte Kassel und Korbach im (Halb-)Stundentakt mit Halt in Wolfhagen. Außerdem verkehrt seit dem 10. Dezember 2006 die Linie RT4 der RegioTram Kassel zwischen Wolfhagen und Kassel ebenfalls im (Halb-)Stundentakt. Die RT4 fährt in die Kasseler Innenstadt und der RB4 zum ICE-Bahnhof Kassel-Wilhelmshöhe. Die Fahrzeit zwischen Kassel-Wilhelmshöhe und Wolfhagen beträgt etwa 35 Minuten.
| Linie | Verlauf | Takt   | Betreiber              |
| ----- | --- | ------ | ---------------------- |
| RB4   | Korbach Hbf – Twiste – Mengeringhausen – Bad Arolsen – Külte-Wetterburg – Volkmarsen – Ehringen – Wolfhagen – Zierenberg – Ahnatal-Weimar – Vellmar-Obervellmar – Kassel-Wilhelmshöhe Stand: Fahrplanwechsel Dezember 2021 | 60 min | DB Kurhessenbahn       |
| RT4   | Wolfhagen – Altenhasungen – Oberelsungen – Zierenberg-Rosental – Zierenberg – Fürstenwald – Ahnatal-Weimar – Ahnatal-Heckershausen – Ahnatal-Casselbreite – Vellmar-Obervellmar – Vellmar-Osterberg/EKZ – Kassel Jungfernkopf – Kassel-Harleshausen – Kassel-Kirchditmold – Kassel Hbf (tief) – Scheidemannplatz – Wilhelmsstraße/Stadtmuseum – Rathaus/Fünffensterstraße – Rathaus – Friedrichsplatz – Königsplatz – Am Stern – Holländischer Platz/Universität – Halitplatz – Hauptfriedhof – Wiener Straße – Holländische Straße Stand: Fahrplanwechsel Dezember 2021 | 60 min | RegioTram Gesellschaft |

Der 1938 eröffnete Abzweig von Wolfhagen nach Gasterfeld wird seit Aufgabe der dortigen Kaserne nicht mehr genutzt.
Des Weiteren verläuft die Autobahn 44 (Dortmund–Kassel) durch das Wolfhager Land; die Auffahrt Zierenberg ist über die neu ausgebaute B 450 und ab Istha über die B 251 in rund sieben Minuten zu erreichen. Über die Auffahrt Breuna fährt man in fast der gleichen Zeit Richtung Westen.

### Öffentliche Einrichtungen
- Technisches Hilfswerk; Deutsches Rotes Kreuz (DRK) – Kreisverband Kassel-Wolfhagen e. V.
- Stiftung Altersheim Wolfhagen (Karlstraße 18) ist Mitglied im Diakonischen Werk in Kurhessen – Waldeck e. V. Sie wurde 1963 durch den Zusammenschluss der Vereine „Evangelisches Altersheim Wolfhagen“ und „Hospitalstiftung“ gegründet. Am 27. Oktober 1966 fand der Einzug in das neue Gebäude statt, das inzwischen mehrfach erweitert und modernisiert worden ist. Ein Sozialpflegedienst ist integriert.
- ENERGIE 2000 e. V., Energieagentur im Landkreis Kassel
- Die Kreisklinik Wolfhagen wird nach zwischenzeitlicher Schließung seit dem 1. August 2020 vom Landkreis Kassel betrieben[105].

### Bildung
- Walter-Lübcke-Schule (vormals Wilhelm-Filchner-Schule): kooperative Gesamtschule mit Förderstufe und Gymnasialzweig ab Klasse 5 sowie einer angegliederten Oberstufe; größte allgemeinbildende Schule im Landkreis Kassel
- Herwig-Blankertz-Schule: Berufliche Schule des Landkreises Kassel
- Kreisvolkshochschule
- Schule für Lernhilfe
- Grundschulen: Wolfhagen, Ippinghausen und Grundschule Wenigenhasungen

### Ämter
- Kreisverwaltung Kassel, Außenstelle Wolfhagen
- Forstamt Wolfhagen
- Bis zum 31. Dezember 2019 hatte das Dekanat des evangelischen Kirchenkreises Wolfhagen hier seinen Sitz. Seitdem ist der Kirchenkreis mit Hofgeismar zum Kirchenkreis Hofgeismar-Wolfhagen fusioniert
- Die katholische Kirchengemeinde (Friedensstraße 13) gehört mit den Kirchengemeinden in Naumburg, Volkmarsen und Zierenberg zum Pastoralverbund Wolfhager Land

### Freizeit- und Sportanlagen
- Reit- und Fahrverein Wolfhagen e. V.
- Flugplatz Wolfhagen-Graner Berg
- Freizeitanlage „Auf dem Kamp“
- Erlebnisbad Wolfhagen
- Liemeckestadion
- Schießstand an der Winterlichte
- Stadtbücherei/Schulbücherei

## Persönlichkeiten

### Söhne und Töchter der Stadt
- Tilemann Elhen von Wolfhagen (ca. 1347–1406), Chronist
- Agnes Bürgeln (ca. 1490–1576), Stifterin des Wolfhager Kirchturms, um die sich zahlreiche Sagen ranken
- David Pforr (1631–1688), Theologe, Hofprediger bei Landgräfin Hedwig Sophie von Brandenburg, geboren in Wolfhagen
- Johann Heinrich Wachenfeld (1694–1725), Porzellanmaler, Fayence- und Porzellanfabrikant
- Hieronymus Kleinhans (1754–1841), Advokat, Notar, Bürgermeister von Wolfhagen und Abgeordneter
- Johann Spieker (1756–1825), Theologe
- Carl Schneider (1804–1868), Jurist und Mitglied der kurhessischen Ständeversammlung
- Conrad Abée (1806–1873), Politiker, ab 1860 hessischer Justizminister
- Theodor Kleinschmidt (1834–1881), Reisender, Kaufmann und Naturforscher
- Max Lieberg (1856–1912), Historienmaler
- Gustav Siegel (1861–1931), Postbeamter und Heimatforscher
- Gustav Kron (1878–1942), letzter Kantor der jüdischen Gemeinde in Fritzlar, ermordet im Vernichtungslager Kulmhof
- Wilhelm Kraft (1892–1962), Landtagsabgeordneter (FDP)
- Heinrich Soest (1897–1962), Politiker (NSDAP)
- Ernst Weltner (1898–1969), Pädagoge und Politiker (SPD)
- Hermann Geschwind (1899–1969), Gewerkschaftsfunktionär und Landrat des Landkreises Frankenberg
- Otto Gonnermann (1908–2009), Landrat
- Norbert Wieczorek (1940–2022), MdB, stv. Fraktionsvorsitzender der SPD
- Raban von der Malsburg (1946–2011), Kunsthistoriker, Bürgermeister von Heidelberg
- Christa Ludwig (* 1949), Autorin
- Holger Trimhold (* 1953), Fußballspieler und Trainer
- Erhard Hofeditz (1953–2025), Fußballspieler
- Johannes Müller (* 1960), Prähistorischer Archäologe und Hochschullehrer
- Ingo Behnel (* 1962), Verwaltungsjurist und Ministerialbeamter
- Stefanie Ritz-Timme (* 1962), Rechtsmedizinerin
- Jürgen Heyde (* 1965), Historiker
- Brezel Göring (* 1967 als Hartmut Richard Friedrich Ziegler), Musiker, Komponist, Dozent und Schriftsteller
- Steffen Möller (* 1969), Schauspieler, Kabarettist und Autor, der in Polen breite Popularität genießt
- Christian Löber (* 1983), Schauspieler
- Sina Ritter (* 1993), Handballspielerin

### Persönlichkeiten, die in Wolfhagen gewirkt haben
- Reinhard von Dalwigk (um 1400–1461), Raubritter, Amtmann in Wolfhagen von 1459 bis 1461
- Peter Wertheim (um 1505–nach 1547), alias Peter Wirtheim oder Peter Noyen, evangelischer Theologe, Pfarrer in Wolfhagen ab 1538
- Hans Staden (um 1525–1576), Landsknecht, Verfasser des ersten Berichtes über Brasilien, lebte um 1557 in Wolfhagen
- Ludwig Grimm (1790–1863), Maler, als Leutnant 1814 in Wolfhagen stationiert
- Karl Lyncker (1823–1855), von 1838 bis 1844 Schreiber beim Wolfhager Justizamt, als Heimatforscher und Sagensammler tätig gewesen
- Max Bergmann (1874–1944), Mediziner und Opfer des Holocaust, lebte zwischen 1899 und 1905 in Wolfhagen und war hier als Arzt tätig
- Adolf von Uslar (1877–1960), Landrat und Abgeordneter, 1933 Ehrenbürger von Wolfhagen
- Gustav Kilian (1897–1960), von 1929 bis 1934 Bürgermeister von Wolfhagen
- Fritz Elze (1897–?), von 1933 bis 1945 NSDAP-Kreisleiter und Landrat in Wolfhagen
- Christian Möller (* 1940), Theologieprofessor, Pfarrer in Wolfhagen von 1968 bis 1972
- Walter Lübcke (1953–2019), Landtagsabgeordneter, von 2009 bis 2019 Regierungspräsident in Kassel
- Margot Käßmann (* 1958), Bischöfin der Ev.-luth. Landeskirche Hannovers, EKD-Ratsvorsitzende 2009 bis 2010, als Vikarin von 1983 bis 1985 in Wolfhagen
- Jochen Behle (* 1960), Skisportler und Trainer, als Soldat in Wolfhagen stationiert